# Myiopharus apicalis
Myiopharus apicalis là một loài ruồi trong họ Tachinidae.